# Košare (Uroševac)
Pour les articles homonymes, voir Košare.
Kosharë en albanais et Košare en serbe latin (en serbe cyrillique : Кошаре) est une localité du Kosovo située dans la commune/municipalité de Ferizaj/Uroševac, district de Ferizaj/Uroševac (Kosovo) ou district de Kosovo (Serbie). Selon le recensement kosovar de 2011, elle compte 2 077 habitants.

## Démographie

### Évolution historique de la population dans la localité
| 1948 | 1953 | 1961 | 1971  | 1981  | 1991  | 2011  |
| ---- | ---- | ---- | ----- | ----- | ----- | ----- |
| 711  | 779  | 925  | 1 203 | 1 543 | 1 810 | 2 077 |

|  |

### Répartition de la population par nationalités (2011)
En 2011, les Albanais représentaient 97,21 % de la population.